# Elevador do Outeiro

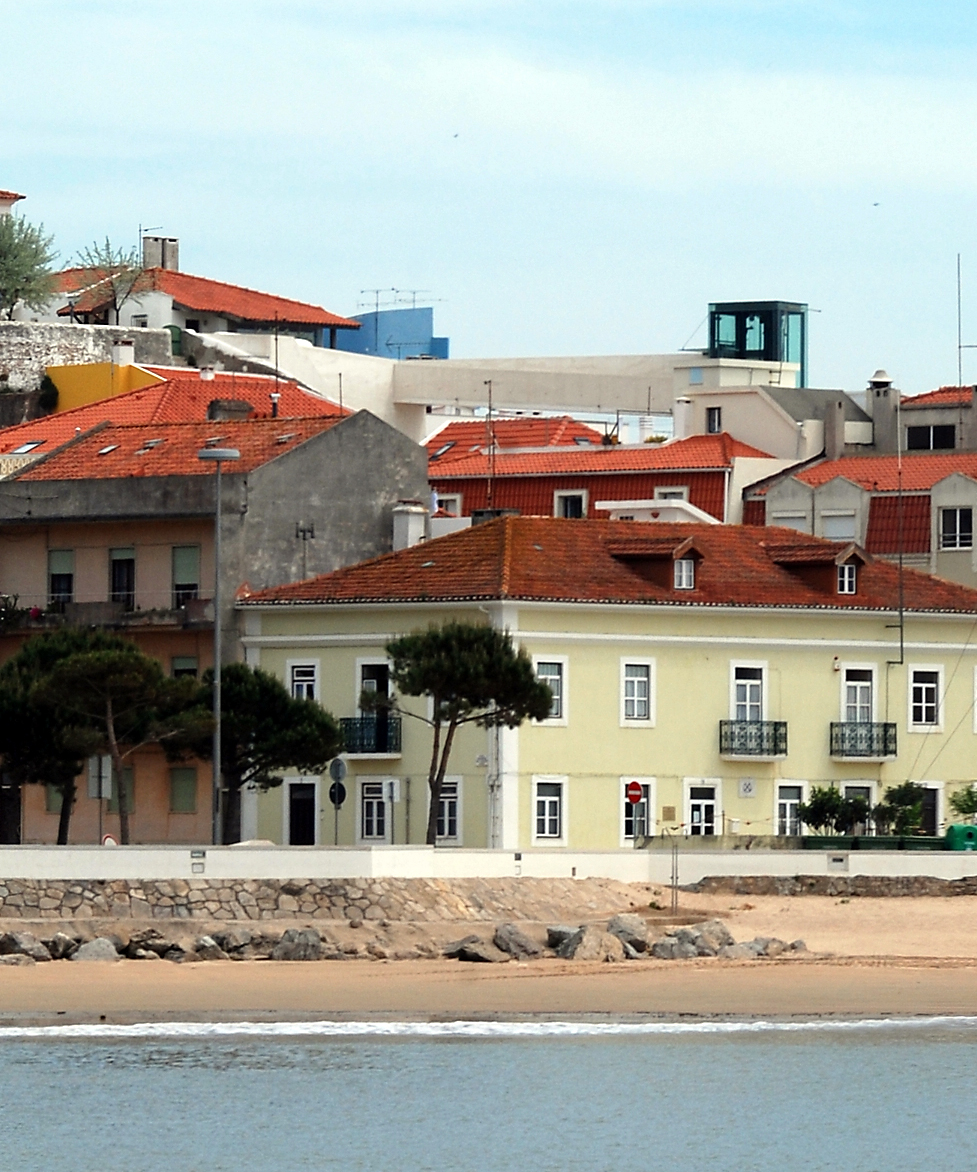
Pormenor do elevador visto do cais, acima do casario.

O Elevador do Outeiro é um equipamento de transporte público urbano de acesso gratuito que liga o Adro à “rua dos cafés” (Rua Vasco da Gama), em São Martinho do Porto (mun. Alcobaça, Portugal), por via de um elevador vertical e de um passadiço. Cumpre uma dupla função de fomento à mobilidade e ao turismo.
O elevador aciona uma carga útil de 1000 kg e está lotado para 13 pessoas. Inaugurado em outubro de 2008, o projeto onde o elevador se insere data de 2005 e é da autoria dos arquitetos Gonçalo Byrne e Falcão de Campos, incluindo também o edifício do Posto de Turismo, com um espaço polivalente expositivo e lúdico, e a envolvente urbanística. Este projeto, concretizado no âmbito do pacote camarário da Requalificação Urbana de São Martinho do Porto, foi financiado pela autarquia em 87% de um total de 942 k€, colmatados por fundos comunitários. A conclusão da obra foi atrasada por problemas técnicos relativos ao material dos acabamentos.
O Elevador do Outeiro é um dos projetos de trinta e três arquitetos portugueses nascidos na década de 1960 contemplados no livro Archi Book 60’.
Este equipamento esteve encerrado em março e abril de 2010, por motivos de segurança devidos à rotura de um vidro.